# Arthur Hughes

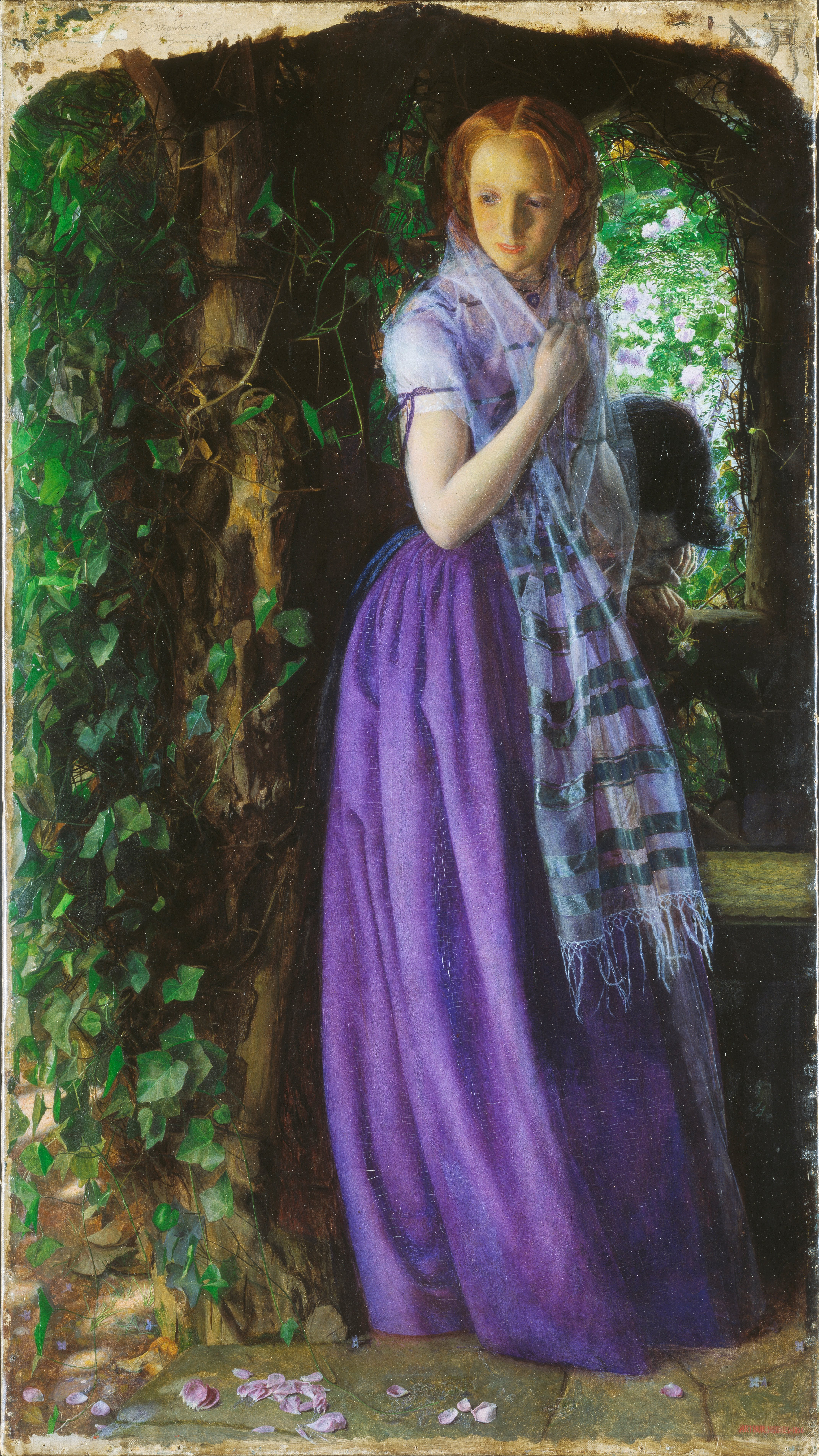
April Love, 1856.

Arthur Hughes, född 27 januari 1832 i London, död 23 december 1915 i samma stad, var en brittisk målare och illustratör som tillhörde prerafaeliterna.
Hughes mest kända målningar är April Love och The Long Engagement, som båda skildrade pars betraktelser av kärlekens och skönhetens obeständighet. De var imitationer av John Everett Millais tidiga målningar av par men underströk mer känslorna i människans förmåga att bibehålla ungdomskänslan i jämförelse med naturens förnyade krafter.
Liksom Millais målade Hughes även en Ofelia och illustrerade John Keats poem The Eve of St. Agnes. Hughes version av den senare är ett poem i triptyk, en teknik han även använde för scener ur William Shakespeares Som ni behagar.
Som illustratör publicerades hans verk i tidskrifter både för barn och vuxna. Han var även vän med George MacDonald och illustrerade några av hans böcker som publicerades i tidningen Good Words for the Young mellan 1869 och 1872.
Hughes avled i Kew Green i London och efterlämnade omkring 700 kända målningar och teckningar tillsammans med över 750 bokillustrationer.